# Sphaleromyces
Sphaleromyces Thaxt. – rodzaj grzybów z rzędu owadorostowców (Laboulbeniales). Grzyby mikroskopijne, pasożyty stawonogów, głównie owadów (grzyby entomopatogeniczne).

## Systematyka
Pozycja w klasyfikacji według Index Fungorum: Sphaleromyces, Laboulbeniaceae, Laboulbeniales, Laboulbeniomycetidae, Laboulbeniomycetes, Pezizomycotina, Ascomycota, Fungi.
Takson ten w 1894 r. utworzył Roland Thaxter. 

## Gatunki
Index Fungorum w 2020 r. wymienia 14 gatunków tego rodzaju. W Polsce ich występowanie jest jeszcze słabo zbadane. Tomasz Majewski, jedyny polski mykolog zajmujący się nimi na szerszą skalę, do 2003 r. wymienił jeden gatunek występujący w Polsce – Sphaleromyces lathrobii.